# Habsburg György (politikus)
Habsburg György (teljes nevén Paul Georg Maria Joseph Dominikus von Habsburg-Lothringen; Starnberg, 1964. december 16. –) osztrák és magyar újságíró, politikus, közéleti személyiség, a paralimpiai pályázat nagykövete, 2021-től Magyarország nagykövete Párizsban.
Apai nagyapja IV. Károly, az utolsó magyar király volt, apja pedig Habsburg Ottó, az utolsó magyar trónörökös, ezért a Gothai almanach (többek között) magyar királyi hercegként említi őt, bár nagyapját és egész családját valamennyi érintett országban megfosztották a tróntól, és több országban, így Magyarországon is eltörölték a nemesi rangokat és címeket. Bátyja Habsburg Károly (1961).

## Tanulmányai
1984-ben érettségizett a bajorországi Tutzingban, majd jogot hallgatott az Innsbrucki Egyetemen. 1985-ben egy fél évet töltött a Madridi Egyetemen, ahol történelmet hallgatott, majd 1986 és 1989, valamint 1990 és 1993 között a müncheni Ludwig-Maximilians-Universität politológia és történelem szakos hallgatója volt, közben rövid időre ismét a madridi Complutense Egyetem történelem és iszlám szakos hallgatója volt.

## Életpályája
1987-ben a ZDF német közszolgálati televízió munkatársa lett, majd 1989-ben rövid ideig az ománi televíziónál dolgozott. 1990-ben Markus Film néven saját céget alapított, amely dokumentumfilm-készítéssel foglalkozott, de több ország lapjainak is tudósított.
1993-ban költözött Magyarországra, és vette fel a magyar állampolgárságot. Ekkor lett édesapja hivatalvezetője is. 1995-ben az MTM Kommunikációs Iroda igazgatója lett, majd 1996 és 2002 között a TV2 tulajdonosának, az  MTM–SBS Televízió Rt. igazgatótanácsának tagjaként dolgozott.
1996-ban Horn Gyula kezdeményezésére utazó nagykövetnek nevezték ki. 2004–2012 között a Magyar Vöröskereszt elnöke volt.
2009-ben a Magyar Demokrata Fórum EP-választási listájának második helyére jelölték.
2021 és 2025 között Magyarország párizsi nagykövete. 2025-től Magyarország madridi nagykövete.

## Családja

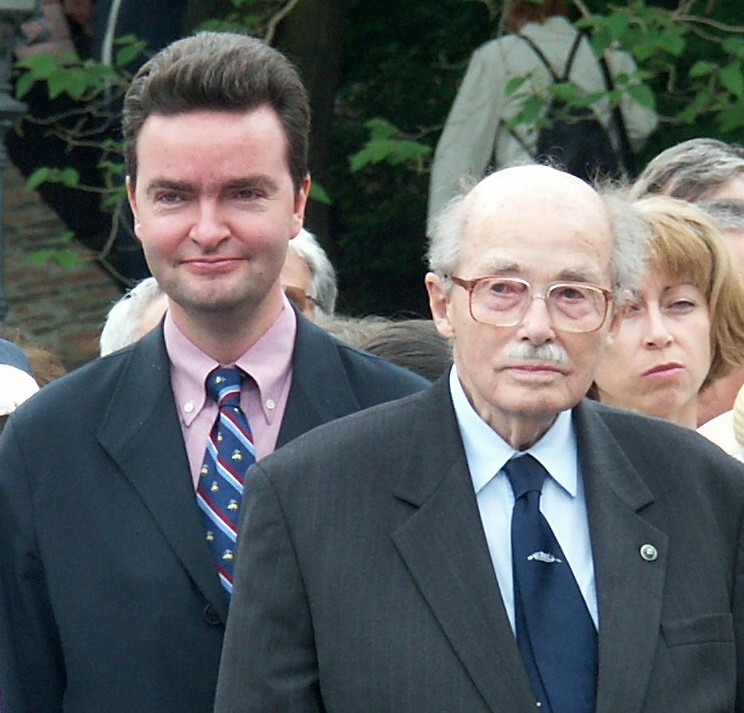
Habsburg György és édesapja Habsburg Ottó a Budai Várban, 2006-ban.

Édesapja Habsburg Ottó korábbi osztrák és magyar trónörökös, nagyapja IV. Károly, az utolsó magyar király. Édesanyja Regina szász–meiningeni hercegnő (1925–2010), aki a szász–meiningeni uralkodóházból származott.
1995-ben ismerte meg egy bajorországi találkozó alkalmával a protestáns Eilika oldenburgi hercegnőt (1972–), János Frigyes oldenburgi herceg leányát. Eljegyzésüket 1997 februárjában jelentették be; a menyegzőt 1997. október 18-án tartották a budapesti Szent István-bazilikában. A házaspár jelenleg is Magyarországon él három gyermekével:
- Habsburg Zsófia Mária (*Telki, 2001)
- Habsburg Ildikó Mária (*Telki, 2002)
- Habsburg Károly Konstantin (*Telki, 2004)

Habsburg Ottó gyermekei közül György az egyedüli, aki rangjának megfelelően házasodott, azaz uralkodóházból származó hercegnőt vett feleségül. A Habsburg-ház törvényei szerint bátyja, Károly (1961) házassága érvénytelennek számítana, ha Habsburg Ottó mint a család feje nem fogadta volna el a frigyet. Ellenkező esetben ma Habsburg György megelőzné Ferdinánd nevű unokaöccsét mint Károly bátyja örököse a családfő pozíciójában.